# Montañas Al Hajar
Montañas Al Hajar (en árabe: جبال الحجر; que quiere decir las montañas de piedra) es una cordillera en el noreste de Omán y al este de los Emiratos Árabes Unidos, que constituye la cordillera más alta de la parte oriental de la península de Arabia. Estas separan la planicie costera baja de Omán de la alta planicie desértica, y se encuentran entre 50 y 100 km tierra adentro desde la costa del golfo de Omán.
Las montañas comienzan en el norte, formando la península de Musandam. Desde allí, al norte de Hajjar (Hajjar al Gharbi) corren paralelas al sureste, hacia la costa, pero moviéndose poco a poco más lejos de esta a medida que avanza. La sección central de las Montañas Al Hajar está formada por la sierra de Jebel Akhdar, cuya cima más alta, el Jabal Shams, está situada a 3018 m s. n. m..

## Flora y fauna
Las montañas son ricas en vida vegetal en comparación con la mayoría de Arabia, incluida una serie de especies endémicas. La vegetación cambia con la altitud, las montañas están cubiertas de arbustos en las elevaciones más bajas, se hacen más ricas y luego se convierten en bosques, incluyendo acebuches e higueras entre los 1110 y 2510 metros, incluso se pueden observar enebros. 
Los árboles frutales como la granada y el albaricoque se cultivan en los valles más fríos y en algunos lugares hay afloramientos rocosos con poca vegetación. La flora muestra similitudes con las zonas montañosas cercanas a Irán, así como con áreas a lo largo del mar Rojo en el Cuerno de África. Por ejemplo, el árbol Ceratonia oreothauma se encuentra aquí y también en Somalia.
En las montañas se encuentran varias especies de aves, incluidos el buitre egipcio y de cara de lapa (Torgos tracheliotus). Los mamíferos incluyen gacelas de montaña (Gazella gazella) y el tahr árabe (Arabitragus jayakari). 
Otras especies endémicas incluyen varios geckos y lagartos: Asaccus montanus, Asaccus platyrhynchus. 
El leopardo árabe, en peligro de extinción, (Panthera pardus nimr) ha sido avistado en algunas zonas de esta cordillera.